# Ogyris apiculata
Ogyris apiculata är en fjärilsart som beskrevs av Quick 1972. Ogyris apiculata ingår i släktet Ogyris och familjen juvelvingar. Inga underarter finns listade i Catalogue of Life.